# Buganda

Flagge von Buganda

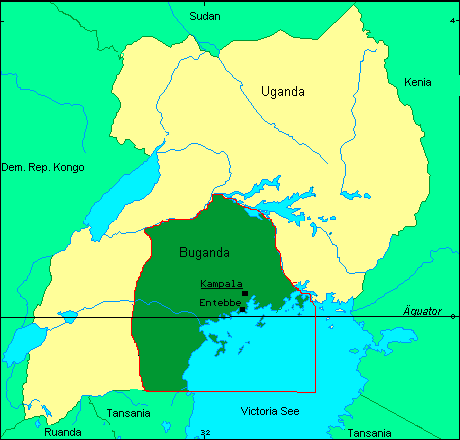
Karte Ugandas, Buganda dunkelgrün hervorgehoben

Buganda ist ein Königreich im heutigen Uganda in Afrika. Das Königreich wird von den 52 Clans der Baganda getragen. Buganda ist deckungsgleich mit der Central Region Ugandas.
Baganda (Singular: Muganda) heißen die Einwohner von Buganda, ihre Sprache ist Luganda. Der heutige Landesname Uganda ist der Swahili-Ausdruck für Buganda und wurde 1894 durch die britischen Beamten des Protektorats übernommen. Monarchen von Buganda heißen Kabaka und nach ihrem Tod Ssekabakka.
Buganda grenzt im Süden an den Viktoriasee, im Osten an den Viktoria-Nil und im Norden an den Kyogasee. Buganda liegt in der Mitte Afrikas und wird vom Äquator durchteilt.
Vom 18. Jahrhundert bis ins 20. Jahrhundert hatte das Königreich Buganda eine Vormachtstellung in Zentralafrika. Es ist heute eine teilweise autonome Provinz Ugandas. Die alte Hauptstadt Entebbe und die neue Kampala liegen in Buganda.

## Geschichte
Kuschitische Sprachen sprechende und nilotische Wanderhirten, die sich Hima oder Tutsi nannten, gelangten vermutlich um das 14. Jahrhundert aus dem Norden in das Gebiet und gingen mit den eingesessenen Bantu Verbindungen ein, worauf in der Folge das Reich der Kabaka von Buganda entstand. Die Thronfolge der Kabaka lässt sich ab 1374 fast ununterbrochen nachweisen.
Bekannt ist Buganda für die Grabstätten der Buganda-Könige, Kasubi Tombs, die seit 2001 zum UNESCO-Welterbe zählen und nach einem Brand 2010 rekonstruiert wurden.
1894 wurde Uganda britisches Protektorat und somit auch das Königreich Buganda, trotzdem nahm es die Vormachtstellung, neben den weitgehend unabhängig regierenden Stammesfürsten der Reiche Banyoro, Ankole und Toro, ein. Am 9. Oktober 1963 wurde der damalige Kabaka von Buganda Sir Edward Mutesa Staatspräsident der unabhängigen föderativen Republik Uganda. 1966 wurde der König vom Ministerpräsidenten Milton Obote vertrieben, der sich zum Oberhaupt ernannte. Buganda verlor damit seine Unabhängigkeit. Es folgte eine Zeit der Unterdrückung durch Milton Obote und Idi Amin.
Die königliche Familie musste fliehen. Der Sohn des letzten Kabakas, Ronald Muwenda Mutebi II. kehrte 1986 nach Uganda zurück und wurde am 31. Juli 1993 zum 36. Kabaka von Buganda gekrönt. Am 19. Dezember 1997 wurde der ehemalige Königspalast Lubiri in Mengo, heute ein Außenbezirk im Südwesten Kampalas, von der Zentralregierung von Uganda an Buganda zurückgegeben. Er ist heute Sitz der bugandischen Regierung und des Parlamentes von Buganda.
Die Rückgabe des Lubiri war Teil eines Zehn-Punkte-Plans, um die teilweise von Unruhen erschütterte Region Buganda zu befrieden.